# 圖爾內隆布朗山
45°58′11″N 7°19′19.78″E / 45.96972°N 7.3221611°E

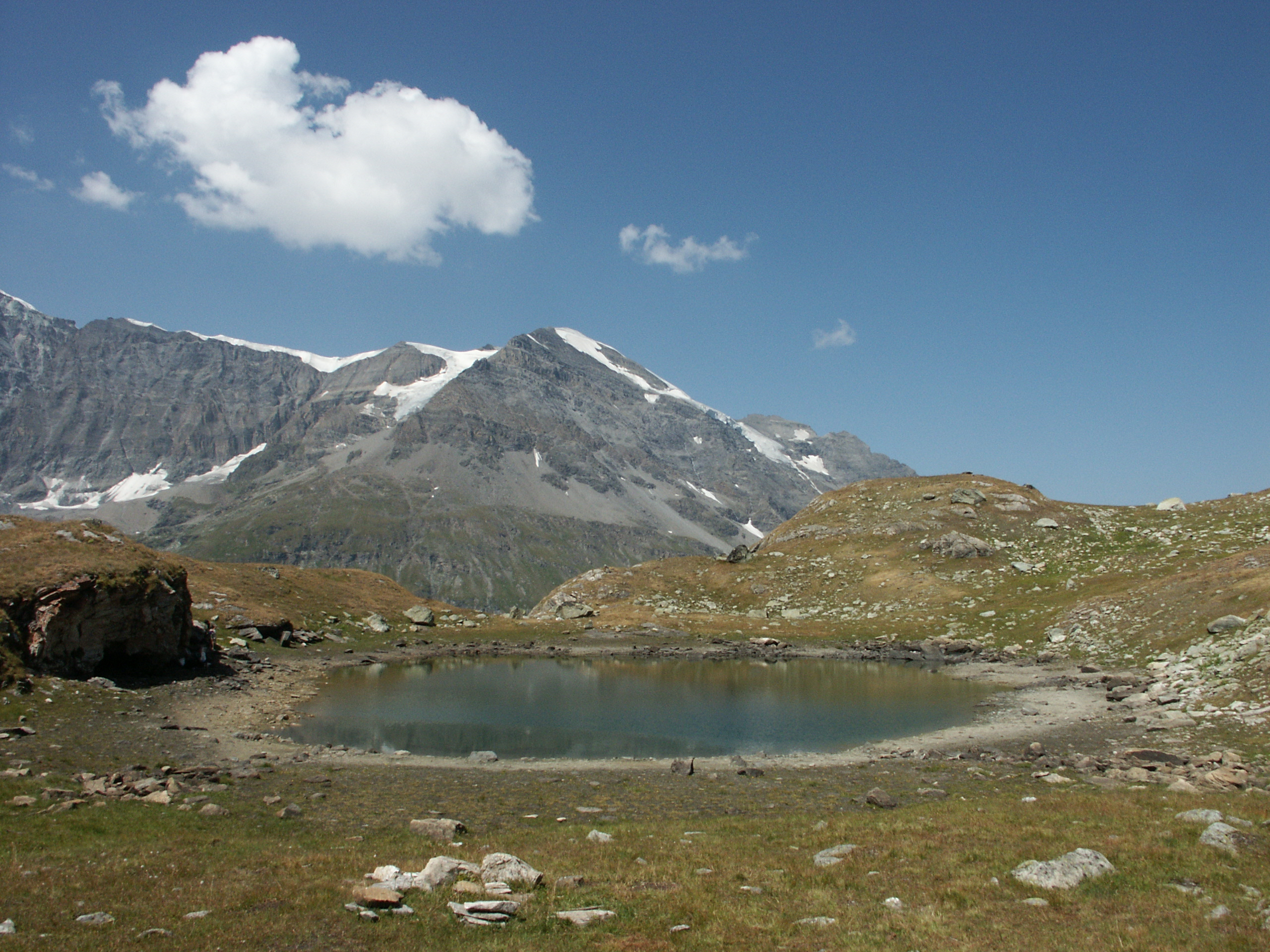

圖爾內隆布朗山（Tournelon Blanc），是瑞士的山脈，位於該國西南部，由瓦萊州負責管轄，屬於本寧阿爾卑斯山脈的一部分，海拔高度3,707米，每年平均降雨量1,303毫米。